# گال (فیلم)
 گال فیلمی به کارگردانی و نویسندگی ابوالفضل جلیلی ساخته سال ۱۳۶۵ است.

## خلاصه داستان
در سال ۱۳۵۷ نوجوان روزنامه فروشی به نام حامد زادراه به دلیل پخش اعلامیه بر ضد نظام سلطنتی دستگیر و روانه دارالتأدیب می‌شود. او به مرور خود را با نوجوانان بزهکار و رفتار خشن مسئولان دارالتأدیب وفق می‌دهد، اما در عین حال مسبب اعتراض به وضع بد بهداری، غذا و بلاتکلیفی خود نیز هست.

## جشنواره‌ها
جشنواره‌های فیلم گال به شرح زیر است:
- پروانه زرین بهترین کارگردانی جشنواره فیلم‌های کودکان و نوجوانان ـ دوره چهارم
- پروانه زرین بهترین کارگردانی بخش سینمای بین‌المللی ـ سینمای کودک و نوجوان جشنواره فیلم فجر ـ دوره هفتم
- جایزه اصلی بهترین فیلم جشنواره بین‌المللی فیلم کودکان اوبرویلیه ـ دوره دهم (فرانسه)
- شرکت در جشنواره بین‌المللی فیلم ریو ـ دوره ششم (برزیل)
- شرکت در جشنواره بین‌المللی فیلم تلویزیونی فیپا ـ دوره دوم (فرانسه)
- شرکت در جشنواره بین‌المللی فیلم‌های ایرانی در پاریس ـ دوره چهارم (فرانسه)
- شرکت در جشنواره یک دهه سینمای ایران (۱۹۸۰ـ۱۹۹۰) در دانشگاه یوسی‌ال‌ای (UCLA) (آمریکا)
- شرکت در جشنواره بین‌المللی فیلم‌های ایرانی در گنت (بلژیک)
- شرکت در جشنواره بین‌المللی فیلم‌های ایرانی در کلن (آلمان)
- شرکت در جشنواره بین‌المللی فیلم‌های ایرانی در سینما متروپولیس هامبورگ (آلمان)
- شرکت در جشنواره بین‌المللی فیلم سه قاره نانت ـ دوره دوازدهم (فرانسه)
- شرکت در جشنواره بین‌المللی فیلم کودکان بلینزونا ـ دوره سوم (سوئیس)
- شرکت در جشنواره بین‌المللی فیلم پزارو ـ دوره بیست و ششم (ایتالیا)
- شرکت در جشنواره بین‌المللی فیلم بروکسل ـ دوره هجدهم (بلژیک)
- شرکت در جشنواره بین‌المللی فیلم دوران کودکی تولوز (فرانسه)
- شرکت در جشنواره بین‌المللی فیلم‌های ایرانی در انجمن فیلم مرکز فرهنگی لینکلن نیویورک (آمریکا)
- شرکت در جشنواره بین‌المللی فیلم تورنتو ـ دوره هفدهم (کانادا)
- شرکت در جشنواره بین‌المللی فیلم توکیو ـ دوره نهم (ژاپن)
- شرکت در جشنواره بین‌المللی فیلم‌های ایرانی در میلان (ایتالیا)
- شرکت در جشنواره بین‌المللی فیلم رتردام ـ دوره بیست و هشتم (هلند)
- شرکت در جشنواره بین‌المللی فیلم مانوسک ـ دوره دوازدهم (فرانسه)
- شرکت در جشنواره بین‌المللی فیلم‌های ایرانی در اسلواکی (اسلواکی)
- شرکت در جشنواره بین‌المللی فیلم مومبای ـ دوره دوم (هندوستان)
- شرکت در جشنواره بین‌المللی فیلم کودکان هند ـ دوره یازدهم (هندوستان)
- شرکت در جشنواره دانشگاه یوتا (آمریکا)
- شرکت در جشنواره بین‌المللی فیلم کودکان رن (فرانسه)
- شرکت در جشنواره بین‌المللی فیلم هنگ کنگ ـ دوره بیست و چهارم (هنگ کنگ)
- شرکت در جشنواره بین‌المللی فیلم پاییزی فیلم‌های ایرانی  (فرانسه)
- شرکت در جشنواره بین‌المللی فیلم رباط ـ دوره هفتم  (مراکش)
- شرکت در جشنواره بین‌المللی فیلم رن (چشم انداز ایران) ـ دوره چهاردهم  (فرانسه)
- شرکت در جشنواره فوروم دزایماژ پاریس (فرانسه)
- شرکت در جشنواره بین‌المللی فیلم وایادولید ـ دوره چهل و هشتم (اسپانیا)
- شرکت در جشنواره بین‌المللی فیلم تابستانی مدرسه سینمایی اوهریشکه هرادیشته ـ دوره سی ام (چک)